# عدوى اجتماعية

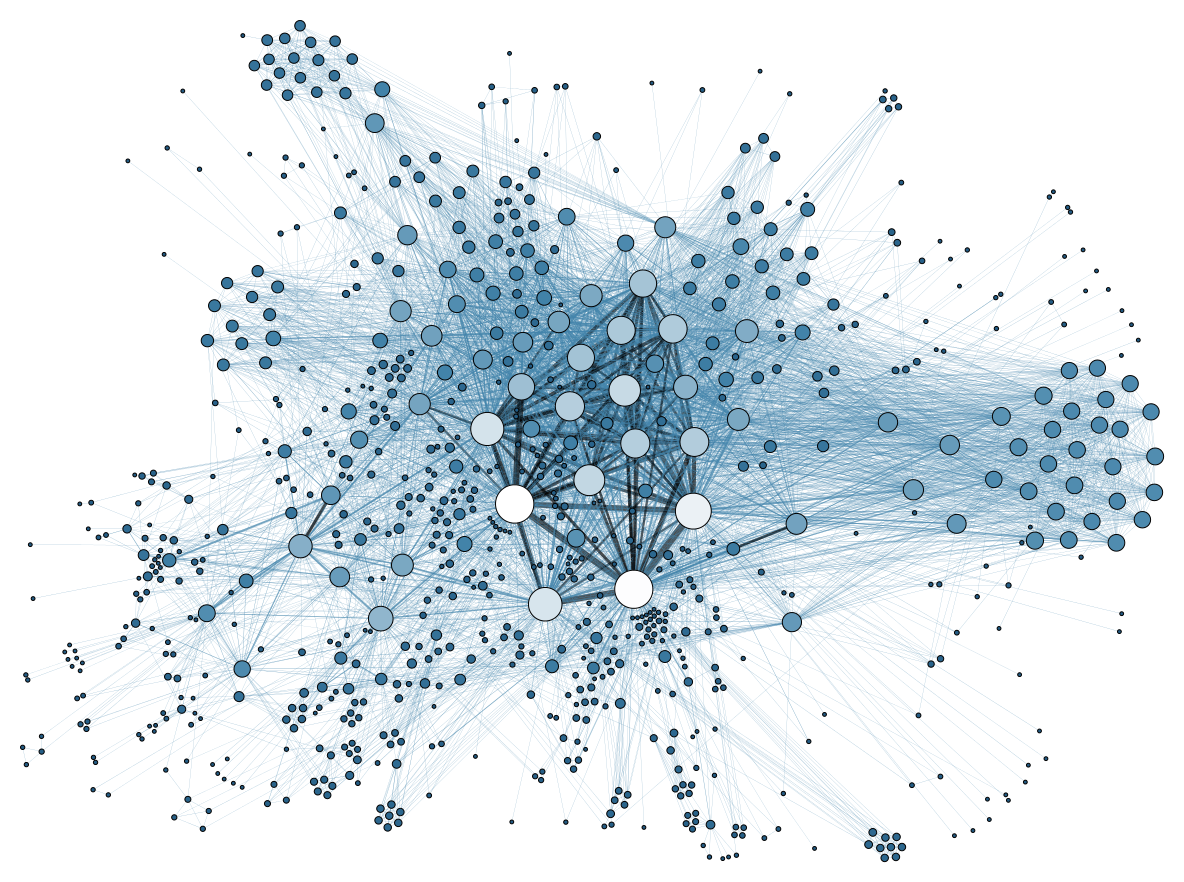
تصور لتحليل الشبكة الاجتماعية في القرن الحادي والعشرين، يشمل الكثير من دراسة العدوى الاجتماعية شبكات ومجتمعات الإنترنت.

تتضمن ظاهرة العدوى الاجتماعية (بالإنجليزية: Social contagion)‏ سلوكًا أو عواطفًا أو ظروفًا تنتشر تلقائيًا عبر مجموعة أو شبكة اجتماعية. وقد ناقش هذه الظاهرة علماء الاجتماع منذ أواخر القرن التاسع عشر، على الرغم من أن الكثير من العمل حول هذا الموضوع كان مبنيًا على مفاهيم غير واضحة أو حتى متناقضة لمعنى العدوى الاجتماعية، لذلك تختلف التعريفات الدقيقة. إذ يعتبر بعض العلماء الانتشار غير المخطط للأفكار من خلال السكان بمثابة عدوى اجتماعية، على الرغم من أن آخرين يفضلون تصنيف ذلك على أنه ضمن علم التطور الثقافي. بشكل عام، يُفهم أن العدوى الاجتماعية منفصلة عن السلوك الجماعي الناتج عن محاولة مباشرة لممارسة تأثير اجتماعي.
ثمة قسمان عريضان للعدوى الاجتماعية هما: العدوى السلوكية والعدوى العاطفية. تكثفت دراسة العدوى الاجتماعية في القرن الحادي والعشرين. وتضمنت الكثير من الأعمال الحديثة أكاديميين من علم النفس الاجتماعي وعلم الاجتماع وعلوم الشبكات الذين يحققون في الشبكات الاجتماعية عبر الإنترنت. ركزت الدراسات في القرن العشرين عادةً على الآثار السلبية مثل سلوك الغوغاء العنيف، في حين ركزت دراسات القرن الحادي والعشرين، بينما تبحث أحيانًا في الآثار الضارة، على العدوى المحايدة نسبيًا مثل التأثير على خيارات التسوق، وحتى على التأثيرات الإيجابية مثل ميل الناس إلى الإجراءات الفردية المتعلقة بتغير المناخ بمجرد قيام عدد كافٍ من جيرانهم بذلك.

## نظرة تاريخية

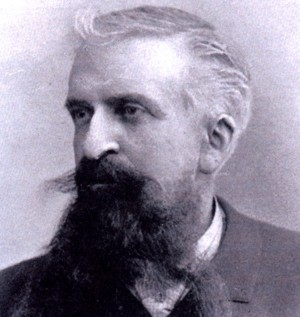
غوستاف لوبون، الذي ناقش العدوى السلوكية لأول مرة عام 1895.

يعود الاستخدام المجازي الذي يربط بين مفهوم العدوى بالتقليد (المحاكاة) على الأقل إلى أفلاطون، واستمر في أدبيات العصور الوسطى وأوائل العصور. أدخل مصطلح "العدوى السلوكية" لأول مرة في الدراسة الحديثة بواسطة جوستاف لوبون في كتابه عام 1895 سيكولوجية الجماهير. وأصدرت المزيد من الأعمال الأكاديمية حول هذا الموضوع في البداية ببطء، مرة أو مرتين فقط في كل عقد الخمسينيات من القرن الماضي. كان هربرت بلامر أول من استخدم مصطلح "العدوى الاجتماعية" على وجه التحديد، في بحثه عام 1939 حول السلوك الجماعي، حيث قدّم هوس الرقص في العصور الوسطى كمثال بارز. منذ الخمسينيات من القرن الماضي، بدأت دراسات العدوى الاجتماعية في التحقيق في الظواهر تجريبيًا، وأصبحت أكثر تكرارًا.
لم يكن هناك تعريف مشترك على نطاق واسع للعدوى الاجتماعية في القرن العشرين، ومع ذلك، لم يكن هناك الكثير من القواسم المشتركة بين العديد من الدراسات. في عام 1993، نشر ديفيد ليفي (عالم نفس) [الإنجليزية] وبول ر.نيل مراجعة ذكرا فيها أن العدوى الاجتماعية تلتقط المعنى الأوسع للظواهر، على عكس الأنواع الفرعية مثل العدوى السلوكية أو العاطفية. وفي مراجعة عام 1998، اقترح بول مارسدن أن العدوى الاجتماعية هي ظاهرة مشابهة لعلم الميمات، وهو مجال دراسة مستوحى من كتاب ريتشارد دوكينز عام 1976 الجين الأناني. اقترح مارسدن أن المجالين يمكن أن يكونا مكملين، بمعنى أن العمل على العدوى الاجتماعية يفتقر إلى حد كبير إلى نظرية متماسكة، لكنه احتوى على الكثير من التحليلات القائمة على الأدلة. في حين أن الميمات كانت غنية بالنظرية ولكنها تفتقر إلى الجانب التجريبي. منذ تسعينيات القرن الماضي وحتى القرن الحادي والعشرين، نما الاهتمام بالعدوى الاجتماعية بسرعة، استنادًا جزئيًا إلى التلاقح مع مجال علم الشبكات الناشئ آنذاك، وخاصة تطبيقه على الإنترنت.

## التعريف
أفاد العلماء منذ فترة طويلة أن دراسة العدوى الاجتماعية قد عانت من عدم وجود تعريف دقيق ومقبول على نطاق واسع. غالبًا ما تصنف التعريفات، وإن لم يكن دائمًا، العدوى الاجتماعية على أنها طريقة انتقال لا تعتمد على نية مباشرة للتأثير. اقترحت تعريفات أخرى أن العدوى الاجتماعية تنطوي على التقليد التلقائي للآخرين، بدلاً من أن تكون مبنية على قرارات واعية.(1) في مراجعتها لعام 1993، اقترح ليفي ونيل أن العدوى الاجتماعية ينبغي تعريفها على أنها انتشار التأثير أو الموقف أو السلوك "حيث لا يدرك المتلقي محاولة التأثير المتعمد من جانب البادئ".

## التصنيف

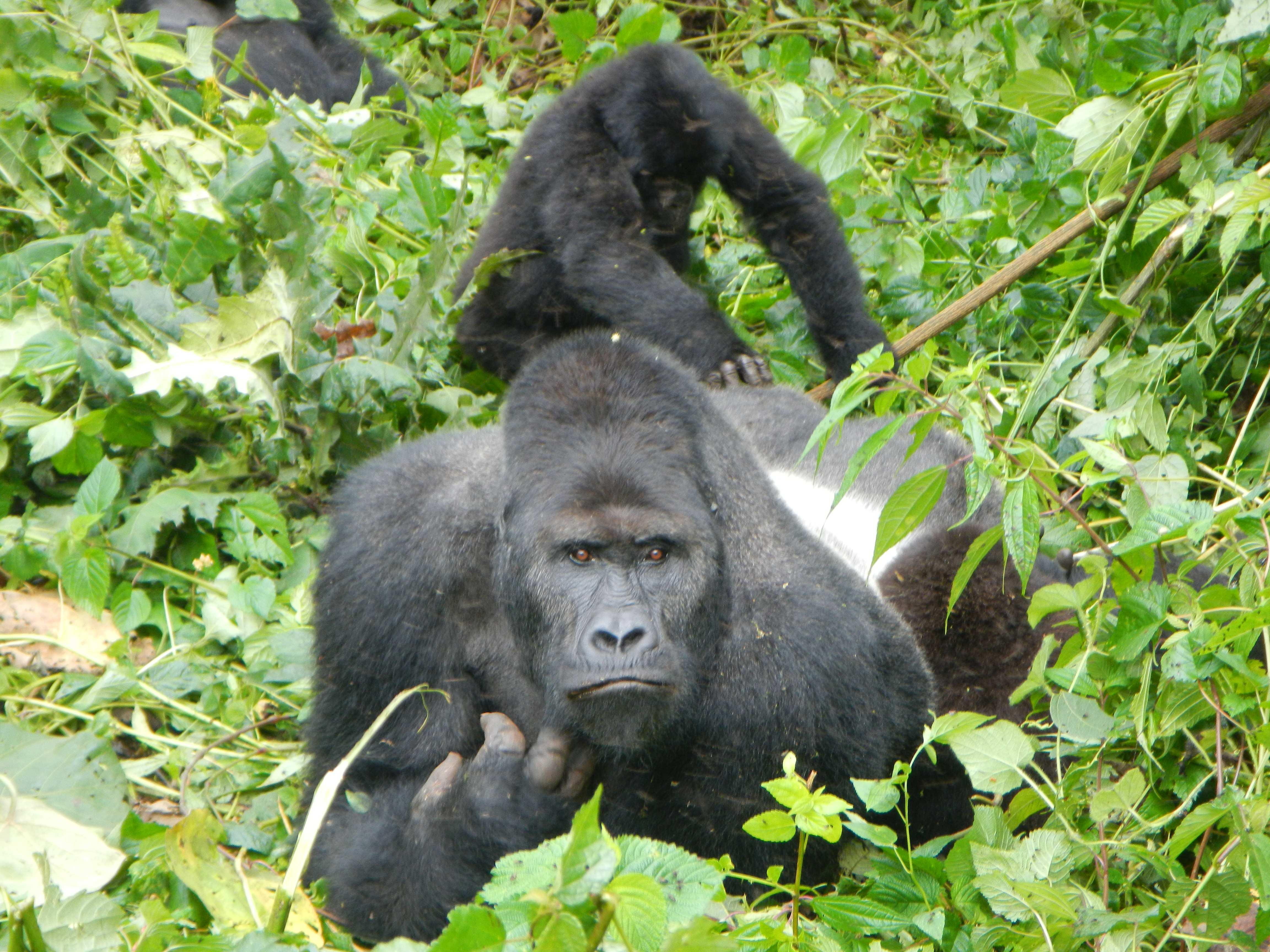
درست أشكال العدوى الاجتماعية مع أنواع اجتماعية مختلفة، مثل الغوريلا.

اقترحت أنماط مختلفة للعدوى الاجتماعية.
يمكن تقسيم العدوى الاجتماعية على نطاق واسع إلى عدوى سلوكية وعدوى عاطفية. يُعتبر انتشار الأفكار أحيانًا فئة ثالثة واسعة، على الرغم من أن ذلك غالبًا ما يُعتبر جزءًا من الميمات. قال الدكتور بول مارسدن إن العدوى السلوكية يمكن تقسيمها إلى ست فئات فرعية: العدوى الهستيرية، وعدوى إيذاء النفس المتعمد، وعدوى العدوان، وعدوى انتهاك القواعد، وعدوى سلوك المستهلك، والعدوى المالية [الإنجليزية].

### عن طريق المسار السببي
اقترحت ثلاثة أسباب رئيسية للعدوى الاجتماعية: العدوى الناجمة عن فقدان التثبيط، وعدوى الصدى، والعدوى الهستيرية. تتضمن العدوى الناجمة عن فقدان التثبيط نوعًا من السلوك يكون لدى الشخص بالفعل بعض الرغبة في الانخراط فيه، ولكن عادة ما يمتنع بسبب الرغبة في الامتثال للمعايير الاجتماعية. وعندما يشاهد الآخرين في الحشد يؤدون هذا السلوك، يمكن أن يكسر هذا التأثير المثبط. تمثل عدوى الصدى التقليد العفوي للسلوك، أو الانتقال إلى التوافق مع الحالة العاطفية التي يتقاسمها الآخرون. تمثل العدوى الهستيرية النقل غير المرغوب فيه لسلوك أو عاطفة أو تأثير بين مجموعة بوسائل غير معروفة. على عكس عدوى الصدى أو التثبيط، فإن ما ينقل قد لا يكون مرغوبًا أو جذابًا بأي حال من الأحوال، ولكنه ينتقل على أي حال.

### عن طريق أصل التعرض
يمكن فحص العدوى الاجتماعية باستخدام نماذج العتبة بناءً على مقدار التعرض الذي يحتاجه الفرد قبل حدوث انتقال للسلوك أو المشاعر. تفترض بعض النماذج أن الفرد يحتاج إلى الإقناع من خلال جزء صغير من اتصالاته الاجتماعية فوق عتبة معينة لتبني سلوك جديد. لذلك، لن يزيد عدد حالات التعرض من فرص العدوى ما لم يتجاوز عدد حالات التعرض للمصدر حدًا معينًا. يمكن أن تقسم قيمة العتبة عمليات العدوى إلى نوعين: العدوى البسيطة والعدوى المعقدة. في حالة العدوى البسيطة، يحتاج الفرد فقط إلى تعرض واحد للسلوك الجديد. على سبيل المثال، تتنقل السيارات في مجموعات على طريق سريع مكون من مسارين لأن السيارة في كل مجموعة تتحرك بسرعة أبطأ من السيارة التي تسير خلفها. تنتشر هذه السرعة النسبية من خلال السيارات الأخرى التي تبطئ لتتناسب مع سرعة السيارة التي أمامها. في حالة العدوى المعقدة، يحتاج الفرد إلى أن يكون على اتصال بمصدرين أو أكثر يعرضون السلوك الجديد. هذا عندما يحتاج نسخ السلوك إلى تعزيز أو تشجيع من مصادر متعددة. يمكن لمصادر متعددة، وخاصة الأصدقاء المقربون، أن تجعل التقليد مشروعًا وموثوقًا وجديرًا بالاهتمام بسبب الجهد الجماعي المبذول. يمكن أن تكون أمثلة العدوى المعقدة تقليد السلوك المحفوف بالمخاطر أو الانضمام إلى الحركات الاجتماعية وأعمال الشغب.

## العدوى الإيجابية
بحث الكثير من العمل المبكر حول العدوى الاجتماعية فقط في الآثار الضارة، بما يتماشى مع استعارة الأمراض المعدية. ومع ذلك، في نهاية القرن العشرين، وخاصة في القرن الحادي والعشرين، بدأ العلماء في النظر إلى العدوى الحيادية والإيجابية. على سبيل المثال، تموج السعادة من خلال شبكة اجتماعية، تصل إلى ثلاث درجات من التأثير عن البادئ. كما أن تأثير عدوى السعادة يتأثر بشدة بالقرب الجسدي. وجدت الأبحاث المستندة إلى دراسة فرامنغهام للقلب أنه إذا كان لدى المرء صديق سعيد يعيش على مسافة لا تزيد عن ميل واحد، فمن المرجح أن يكون سعيدًا بنسبة 25٪، بينما يزيد احتمال أن يكون المرء سعيدًا بنسبة 34٪ مع جاره المجاور السعيد. لقد عمل لفهم العدوى الاجتماعية كطريقة لتشجيع السلوك الإيجابي، كمكمل محتمل لنظرية الدفع. لقد اقترح كطريقة للمساعدة في إعادة تأهيل المجرمين ومدمني المخدرات، وكشيء يمكن أن يشجع على تبني الإجراءات الفردية المتعلقة بتغير المناخ. مثل الاتجاه المتزايد لتركيب الألواح الشمسية في المنزل الشخصي للفرد بمجرد قيام جزء من جيرانه بذلك بالفعل.

## النقد
انتقد مجال العدوى الاجتماعية كثيراً لافتقاره إلى تعريف واضح ومقبول على نطاق واسع، ولأنه يتضمن أحيانًا عملًا لا يميز بين العدوى وأشكال التأثير الاجتماعي الأخرى، مثل الأمر والامتثال، أو من الهموفيليا. في تحليل الشبكات الاجتماعية ومجالات علوم الشبكات ذات الصلة، وصفت استعارة العدوى بأنها قد تكون مضللة بطرق مختلفة. على سبيل المثال، يمكن للفيروس الفعلي أن يصيب شخصًا ما بعد تعرضه لمرة واحدة، بينما عادةً ما يحدث مع العدوى الاجتماعية، حيث يحتاج الأشخاص إلى العديد من التعرضات قبل تبني السلوك أو العاطفة الجديدة. اقترح بعض العلماء (على سبيل المثال، رالف هـ. تيرنر ) أن أنواعًا معينة من السلوك الجماعي يمكن فهمها بشكل أفضل من خلال علم نفس الحشود أو نظرية التقارب، بدلاً من العدوى الاجتماعية.

#### الهوامش
- 1 اعلى الرغم من أن بعض التعريفات ذكرت أن العدوى تختلف عن التقليد ، انظر ليفي ونيل (1993).

## مقالات ذات صلة
- جريمة بالتقليد
- الانتحار بالتقليد
- امتثال (علم نفس)
- الاستيعاب الثقافي
- عقل جمعي